# Michael Doyle
Michael W. Doyle (nacido en 1948) es un erudito de Relaciones internacionales. En la actualidad es profesor de Política en la Columbia University's School of International and Public Affairs.
Su obra más influencial es Empires, un análisis del imperialismo. En ese libro, diferencia los distintos tipos de imperio entre sí y también realiza estudios de imperios históricos, incluyendo al Imperio romano, el Imperio británico, el Imperio otomano y el Imperio egipcio. También escribió Ways of War and Peace en 1997. Muchos eruditos consideran que Doyle pertenece al grupo idealista del espectro político. En relaciones internacionales inicia la corriente del "Neo internacionalismo liberal".

## Publicaciones selectas
- Empires (Cornell Studies in Comparative History) ISBN 0-8014-9334-X
- Ways of War and Peace: Realism, Liberalism, and Socialism ISBN 0-393-96947-9